# 银胶菊

銀膠菊主要的毒性化學成分銀膠素(Parthenin)

银胶菊（学名：Parthenium hysterophorus，英語名：Santa-Maria、Santa Maria feverfew、whitetop weed、famine weed、congress weed、carrot grass、congress grass、Gajar Ghans）为菊科银胶菊属的植物。原產於中南美洲，現已散佈至越南、台灣以及中國等地，生長於海拔90公尺至1,500公尺的地区，多生於空曠地、路旁、河边和坡地上。

## 毒性
银胶菊全株有毒，主要的毒性化學成分為銀膠素(Parthenin)，有「國際毒草」之稱，釋出的花粉會引起人體過敏、皮膚炎、鼻炎等，根據小鼠的細胞實驗，無致癌性，唯在高濃度時有細胞毒性，網路傳言人類吸入後會造成肝臟或遺傳病變但此說法無科學證據，不過銀膠菊之腺毛、短柔毛及花粉確實易造成人體過敏性反應。 
辨識銀膠菊與滿天星可從花梗粗且具有柔毛，而銀膠菊的幼株與艾草相似。因為對人體有害，故剷除銀膠菊時，應口戴口罩、手戴手套。必要時，應以火焚被剷除的銀膠菊，除過後的人員，也應洗手。
可以用于提取乳膠以及生產天然橡膠製品的灰白银胶菊（学名：Parthenium argentatum）为银胶菊属的另外一种作物，不存在接触过敏毒性。